# Angers Sporting Club de l'Ouest 2008-2009

## Rosa
| N. |                         | Ruolo | Calciatore            |
| -- | ----------------------- | ----- | --------------------- |
| 1  | Francia (bandiera)      | P     | Jean-Daniel Padovani  |
| 4  | Gabon (bandiera)        | D     | Bruno Ecuele Manga    |
| 5  | Francia (bandiera)      | C     | Charles Diers         |
| 6  | Francia (bandiera)      | C     | Mickaël Stéphan       |
| 7  | Francia (bandiera)      | C     | Olivier Auriac        |
| 8  | Francia (bandiera)      | C     | Julien Sola           |
| 9  | Francia (bandiera)      | A     | Jean-François Rivière |
| 10 | Brasile (bandiera)      | C     | Vinícius Reche        |
| 11 | Francia (bandiera)      | C     | Philippe Brunel       |
| 12 | Francia (bandiera)      | A     | Issa Kanouté          |
| 13 | Francia (bandiera)      | C     | Ted Lavie             |
| 14 | Camerun (bandiera)      | A     | Paul Alo'o            |
| 15 | RD del Congo (bandiera) | D     | Theddy Ongoly         |
| 16 | Francia (bandiera)      | P     | Pierre Caillaud       |

| N. |                           | Ruolo | Calciatore           |
| -- | ------------------------- | ----- | -------------------- |
| 17 | Algeria (bandiera)        | C     | Karim Djellabi       |
| 18 | Togo (bandiera)           | C     | Floyd Ayité          |
| 19 | Francia (bandiera)        | D     | Martin Fall          |
| 20 | Gabon (bandiera)          | A     | Fabrice Do Marcolino |
| 21 | Francia (bandiera)        | D     | Malik Couturier      |
| 22 | Costa d'Avorio (bandiera) | A     | Serges Deblé         |
| 23 | Francia (bandiera)        | D     | Délis Ahou           |
| 24 | Costa d'Avorio (bandiera) | D     | Blaise Kouassi       |
| 25 | Francia (bandiera)        | C     | Emmanuel Bourgaud    |
| 26 | Francia (bandiera)        | D     | David Leray          |
| 27 | Francia (bandiera)        | D     | Maxime Josse         |
| 29 | Francia (bandiera)        | C     | Vincent Manceau      |
| 30 | Francia (bandiera)        | P     | Nicolas Cousin       |